# آرامگاه شاهزاده اسماعیل
بقعه شاهزاده اسماعیل مربوط به دوره ایلخانی است و در شهرستان قم، بخش کوهک، روستای بیر قان واقع شده و این اثر در تاریخ ۲۵ اسفند ۱۳۷۹ با شمارهٔ ثبت ۳۴۹۱ به‌عنوان یکی از آثار ملی ایران به ثبت رسیده است.

## گالری  تصاویر

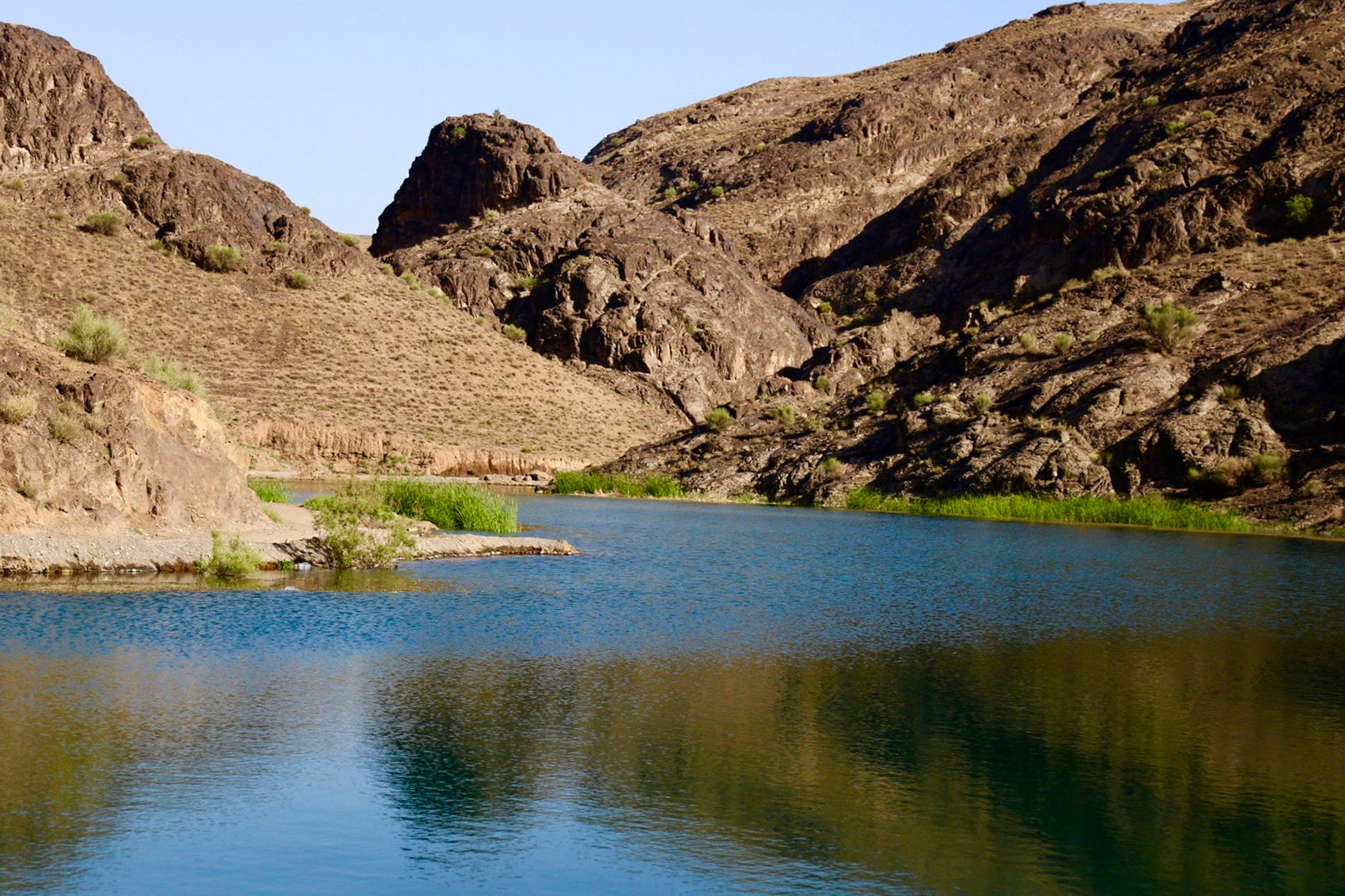
سد شاهزاده اسماعیل